# Mira Brtková
Mira Brtková cyr. Мира Бртка (ur. 5 października 1930 w Novi Banovci w Wojwodinie, zm. 18 grudnia 2014 w Belgradzie) – malarka serbska i jugosłowiańska, pochodzenia słowackiego.

## Życiorys
W 1948 ukończyła gimnazjum w Belgradzie (uczyła się także przez dwa lata w gimnazjum w Bratysławie). W 1955 ukończyła studia na Akademii Teatralno-Filmowej w Belgradzie (klasa Vjekoslava Africia i Slavko Vorkapicia). Jako stypendystka rządu czechosłowackiego w 1956 była asystentką reżysera Otokara Vavry, który realizował film Proti všem. W latach 50. zajmowała się reżyserią teatralną i filmową, pisała scenariusze do filmów animowanych. W latach 60. wyjechała do Rzymu, gdzie podjęła studia z zakresu malarstwa na tamtejszej Akademii Sztuk Pięknych (klasa Franka Dentiliniego i Miry Makari). Po ukończeniu studiów w 1963 dołączyła do międzynarodowej grupy artystów Illumination, skupionej wokół japońskiego artysty Abu Nobe. Pierwsza samodzielna wystawa artystki została otwarta w Rzymie w 1964. Współpracowała ze Stipe Deliciem przy realizacji filmu Sutjeska.

## Twórczość
Znacząca część prac artystki znajduje się w zbiorach Muzeum Sztuki Współczesnej Wojwodiny w Nowym Sadzie, a także w muzeach Belgradu, Sarajewa, Muzeum Macury w Novi Banovci, pojedyncze prace także w muzeach Rzymu i Wiednia. W 2011 artystka założyła fundację Brtka-Kreso, która udostępniła w galerii w Petrovaradinie prace grupy Illumination. Imieniem artystki została nazwana galeria sztuki w Starej Pazovej. Rzeźby plenerowe Brtkovej zdobią place w Kikindzie i Starej Pazovej.
Oprócz reżyserii i malarstwa zajmowała się także projektowaniem mody. Jej inspiracją stały się słowackie stroje ludowe.